# Anomiopus tuberifrons
Anomiopus tuberifrons là một loài bọ cánh cứng trong họ Bọ hung (Scarabaeidae).